# Perditorulus bifidus
Perditorulus bifidus är en stekelart som beskrevs av Christer Hansson 1996. Perditorulus bifidus ingår i släktet Perditorulus och familjen finglanssteklar. Inga underarter finns listade i Catalogue of Life.